# Land of Illusion Starring Mickey Mouse
Land of Illusion Starring Mickey Mouse, noto in Giappone come Mickey Mouse no mahō no crystal (ミッキーマウスの魔法のクリスタル?, Mikkī Mausu no mahō no kurisutaru, lett. "Il cristallo magico di Mickey Mouse"), è un videogioco a piattaforme pubblicato dalla SEGA per Sega Master System nel 1992 e Sega Game Gear nel 1993. È il seguito di Castle of Illusion Starring Mickey Mouse, pubblicato per Sega Mega Drive.

## Trama
All'inizio del gioco, viene mostrata una breve introduzione. Topolino si addormenta con un libro di favole in mano e si sveglierà in uno strano villaggio. Una ragazza (identica a Paperina) si avvicina per chiedergli aiuto. Essa afferma che il "cristallo magico" è stato rubato dal villaggio, e che da allora la tristezza ha preso il posto della felicità. Topolino decide quindi di aiutare gli abitanti del villaggio e va in cerca del malvagio fantasma ladro del cristallo.
La trama del gioco non ha connessioni dirette né con il suo prequel, Castle of Illusion, né con il suo sequel, World of Illusion.

## Modalità di gioco
Land of Illusion è un tipico videogioco a piattaforme, in cui il giocatore cerca di recuperare il "cristallo magico" per conto degli abitanti del villaggio attraverso quattordici livelli. Topolino può attaccare i suoi nemici raccogliendo degli oggetti (come ad esempio dei blocchi di pietra) per poi lanciarglieli contro, o saltando sulla loro testa.
Durante il gioco, il giocatore raccoglierà degli oggetti che forniranno a Topolino nuove abilità, come una corda per arrampicarsi o una pozione rimpicciolente. Inoltre, il giocatore potrà tornare ai livelli giocati in precedenza e utilizzare tali oggetti per accedere ad aree in precedenza inarrivabili.
Topolino comincia la sua avventura con due stelle indicanti quanti colpi può ricevere dai nemici. Queste stelle possono essere raccolte durante il gioco per ottenere maggiore salute per un massimo di cinque. Le stelle sono una per livello, per un totale quindi di quattordici. Ogni stella collezionata dopo le cinque ripristinano la vita al massimo e donano una vita extra. La maggior parte di queste sono locate in aree inaccessibili e richiedono l'uso degli oggetti speciali raccolti nel gioco. Il numero di stelle raccolte durante il gioco è contato. Collezionarle tutte e quattordici comporta un bonus al punteggio.

## Personaggi
Molti noti personaggi Disney fanno la loro comparsa nel gioco:
- Topolino - Il protagonista del gioco.
- Re dalle Lunghe Corna - L'antagonista del gioco. È il Re Cornelius che appare nel lungometraggio animato Taron e la pentola magica e nella serie House of Mouse - Il Topoclub, solo colorato diversamente.
- Paperina - Colei che chiede il tuo aiuto per salvare il villaggio.
- Pippo - Un abitante del villaggio.
- Orazio Cavezza - Il fabbro.
- Minni - La principessa nonché interesse amoroso di Topolino.
- Paperino - Il re.